# Valprivas
Valprivas är en kommun i departementet Haute-Loire i regionen Auvergne-Rhône-Alpes i centrala Frankrike. Kommunen ligger i kantonen Bas-en-Basset som tillhör arrondissementet Yssingeaux. År 2022 hade Valprivas 540 invånare.

## Befolkningsutveckling
Antalet invånare i kommunen Valprivas
| Referens: INSEE |